# 창경궁 대온실
창경궁 대온실(昌慶宮大溫室)은 서울특별시 종로구 창경궁에 있는 대한제국 시대의 온실이다. 2004년 2월 6일 대한민국의 국가등록문화재 제83호로 지정되었다.

## 개요
사적 제123호인 창경궁 안에 있는 대온실은 1909년에 건축된 주철골구조와 목조가 혼합된 구조체에 외피를 유리로 둘러싼 우리나라 최초의 양식 온실로써 19세기 근대건축의 새로운 유형인 철과 유리가 20세기 초 우리나라에 유입되어 건축된 모습을 보여주고 있다.

## 보수공사
2017년 11월 10일 보수공사를 마치고 재개장되었다. 1년 3개월 동안 공사가 진행된 창경궁 대온실은 100여년 전 원형과 가깝게 건물이 복원됐다. 최초 건축 당시 사용됐던 영국 민튼홀린스사(社) 타일 일부를 확인해 제조사가 1905년 출간한 책자와 대조, 바닥 타일을 당시 양식으로 만들어 깔았다. 온실과 붙어 있는 관리동도 후대에 설치된 단열재를 철거해 원형을 복원했다. 온실에는 천연기념물 194호 창덕궁 향나무 후계목(後繼木), 통영 비진도 팔손이나무 후계목 등 식물 70여 종을 전시한다.

## 같이 보기
- 창경궁

## 참고 문헌
- 창경궁 대온실 - 국가유산청 국가유산포털